# Melanichneumon gymnogonus
Melanichneumon gymnogonus är en stekelart som först beskrevs av Joseph Kriechbaumer 1894.  Melanichneumon gymnogonus ingår i släktet Melanichneumon och familjen brokparasitsteklar. Inga underarter finns listade i Catalogue of Life.